# Ranunculus niepolomicensis
Ranunculus niepolomicensis är en ranunkelväxtart som beskrevs av Jasiew.. Ranunculus niepolomicensis ingår i släktet ranunkler, och familjen ranunkelväxter. Inga underarter finns listade i Catalogue of Life.